# Deitert

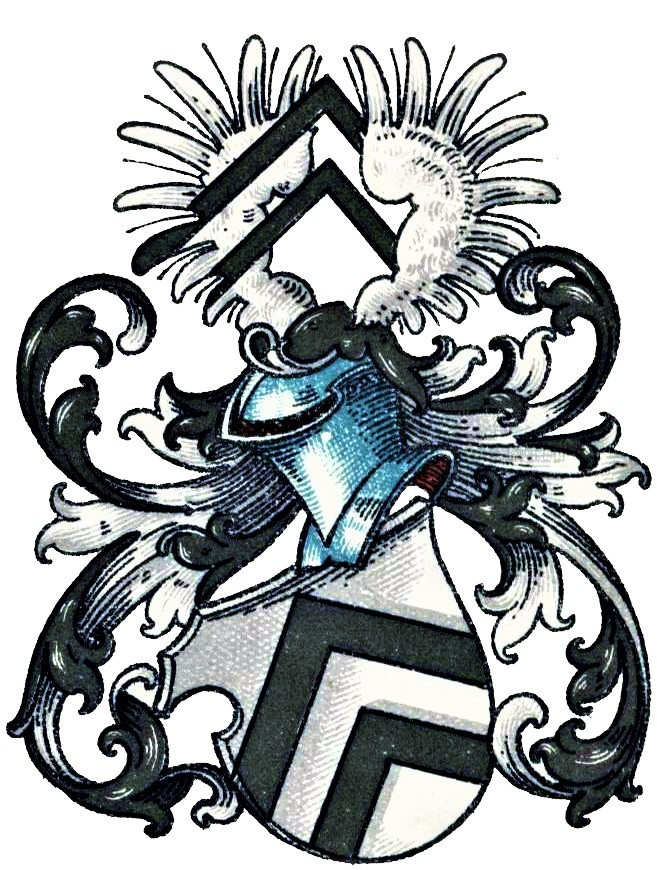
Wappen derer von Deitert (Deithard) im Wappenbuch des Westfälischen Adels

Deitert (auch Deithard(t), Diethard(t) o. ä.) ist der Name eines westfälischen Adelsgeschlechts.

## Geschichte
Bei dem Geschlecht handelt es sich um ein Adels- und Patriziergeschlecht aus Hamm. Die Familie gehörte schon um 1419 zu den Burgmännern auf der Stadtburg Hamm. Im Laufe der Zeit stellten sie in Hamm vier Bürgermeister. Johann Deyterdes/Deyrgard war 1482 und 1483 Bürgermeister, Meynhard Deythardt 1508, 1518 und 1526, Johann Deythart 1533 und Meinhardt Diethart 1616 und 1631. Ein Heinrich Werner von Diethardt war 1595 Obristleutnant und Kommandant zu Wesel.
Die Familie war u. a. verschwägert mit den von Arnzberg, von Brünninghausen, von Buttel und von Waldenheim genannt Pottgießer.
Die Familie blühte noch 1700. Zu dieser Zeit war Henrich Werner von Deithard dänischer Capitain.

## Wappen
Blasonierung im Wappenbuch des Westfälischen Adels: In Silber zwei schwarze Sparren übereinander. Auf dem Helm ein offener silberner Flug, dazwischen die Sparren. Die Helmdecken sind schwarz-silbern.